# Kościół Świętych Apostołów Piotra i Pawła w Zbąszynku
Kościół pw. Świętych Apostołów Piotra i Pawła – rzymskokatolicki kościół filialny należący do parafii Macierzyństwa Najświętszej Maryi Panny w Zbąszynku, w dekanacie Babimost diecezji zielonogórsko-gorzowskiej.

## Historia
Świątynia została zbudowana jako kościół katolicki w ówczesnym Neu Bentschen. Niewielka społeczność katolicka licząca około 280 osób, na msze święte i nabożeństwa uczęszczała do kościoła w Kosieczynie, jak i chodzili do kaplicy znajdującej się w piwnicy szkoły, obecnego Gimnazjum.
W związku z tym należało wybudować miejscową świątynię, która miała należeć do parafii w Kosieczynie, co z kolei spowodowało umieszczenie kościoła w południowo- zachodniej części miejscowości (jak najbliżej Kosieczyna), na terenie kwartałów zamieszkałych przez katolickich rzemieślników.
Inicjatorem budowy świątyni był kosieczyński proboszcz ksiądz Herbert Abendroth, natomiast ufundowały ją wszystkie instytucje budujące osiedle Neu Bentschen: Towarzystwo Niemieckich Kolei Państwowych, Zarząd Finansów Rzeszy, Zarząd Poczty Rzeszy, Ministerstwo Spraw Wewnętrznych, państwo pruskie. Projekt świątyni został opracowany w Wydziale Budownictwa Lądowego Wschodniej Dyrekcji Kolei Państwowych we Frankfurcie nad Odrą. Głównym projektantem został Beringer (Radca Kolei Państwowych), a jego współpracownikiem był architekt Steinbach (Inspektor Techniczny Kolei Państwowych), natomiast kierownictwem budowy zajmował się Krajowy Urząd Budowlany w Kosieczynie.
Projekt zakładał istnienie obejścia wokół ławek, zewnętrznego obejścia dla procesji, wybudowanie empory muzycznej oraz dzwonnicy. Świątynia została zlokalizowana na obszernej parceli, na której miał być wybudowany dom parafialny oraz założony ogród.
Kamień węgielny pod budowę świątyni został wmurowany w dniu 1 września 1929 roku, w obecności duchowieństwa dekanatu babimojskiego oraz przedstawicieli budowniczych i mieszkańców Neu Bentchen. Kamień wmurował wspomniany wyżej kosieczyński proboszcz ksiądz Herbert Abendroth. Budowa świątyni została ukończona w dniu 12 grudnia 1930 roku. Po sześciu dniach, tj. w dniu 18 grudnia 1930 roku kościół został przekazany do użytku. Podczas budowy zostały jeszcze, w dniu 6 lipca 1930 roku, poświęcone trzy dzwony.
Świątynia została poświęcona w dzień uroczystości jego patronów Świętych Apostołów Piotra i Pawła, czyli 29 czerwca 1931 roku.
Kościół i ołtarz główny konsekrował ksiądz dr Franziskus Hartz (prałat Wolnej Prałatury Pilskiej), natomiast mistrzem ceremonii był asesor konsystorz ksiądz dr Kruger z Piły, a uroczystą homilię wygłosił radca konsystorza ksiądz Petzel z Międzyrzecza.
Uroczystość zgromadziła licznych przedstawicieli władz Rzeszy i mieszkańców Neu Bentschen. Całkowity koszt budowy świątyni katolickiej w Neu Nentschen został oszacowany na 43 tysiące marek.
Budowla została wzniesiona z cegły, elewacje zostały wyprawione szlachetnym tynkiem, cokół został oblicowany kostką granitową, a dach został pokryty łupkiem. Bryła świątyni została zdominowana przez dzwonnicę, umieszczoną w części północno-wschodniej. Główne wejście do wnętrza zostało usytuowane na elewacji zachodniej i zostało zwieńczone plastycznymi wyobrażeniami patronów - świętych Apostołów Piotra i Pawła.